# 누나 (드라마)
《누나》는 2006년 8월 12일부터 2007년 2월 18일까지 방송된 MBC에서 방송된 주말드라마이다.

## 등장 인물

### 주요 인물
- 송윤아 : 윤승주 역
- 김상수 : 김건우 역
- 허영란 : 윤수아 역
- 강경준 : 김건세 역 - 건우의 동생

### 건우네 가족
- 오현경 : 조부 역
- 박근형 : 건우의 아버지 역
- 김자옥 : 박명옥 역 - 건우와 건숙의 계모, 건세의 친모
- 양희경 : 김복희 역 - 건우의 고모
- 강남길 : 반국남 역 - 건우의 고모부
- 윤유선 : 김건숙 역 - 건우와 건세의 누나
- 김유정 : 핑크 / 최가을 역 - 건숙의 딸

### 승주네 가족
- 조경환 : 윤원준 역 - 승주의 아버지
- 백현 : 윤혁주 역 - 승주의 동생
- 맹세창 : 윤영주 역 - 승주의 동생, 막내

### 수아네 가족
- 조형기 : 윤장손 역 - 수아의 아버지, 윤원준 먼 친척 동생
- 송옥숙 : 이여말 역 - 수아의 어머니

### 그 외 인물
- 안연홍 : 노유순 역
- 송승환 : 민준기 역
- 정혜선 : 이부용 역 - 준기의 모친
- 박은빈 : 민지나 역 - 준기의 딸
- 오협 : 건우 후배 역
- 김선화 : 구멍가게 아좀마 역
- 정호근 : 김정인 역 - 본명 김민석, 사채업자
- 차주옥 : 나윤자 역 - 반국남의 첫사랑
- 남영진

## 연장
- 2007년 1월 22일 : 누나 방영 분량이 50부작에서 5회 연장되어 55부작으로 변경.확정되었다.

## 경쟁 프로그램
- 연개소문 (SBS)
- 소문난 칠공주 (KBS 2TV)
- 행복한 여자 (KBS 2TV)